# ظروف لاکی

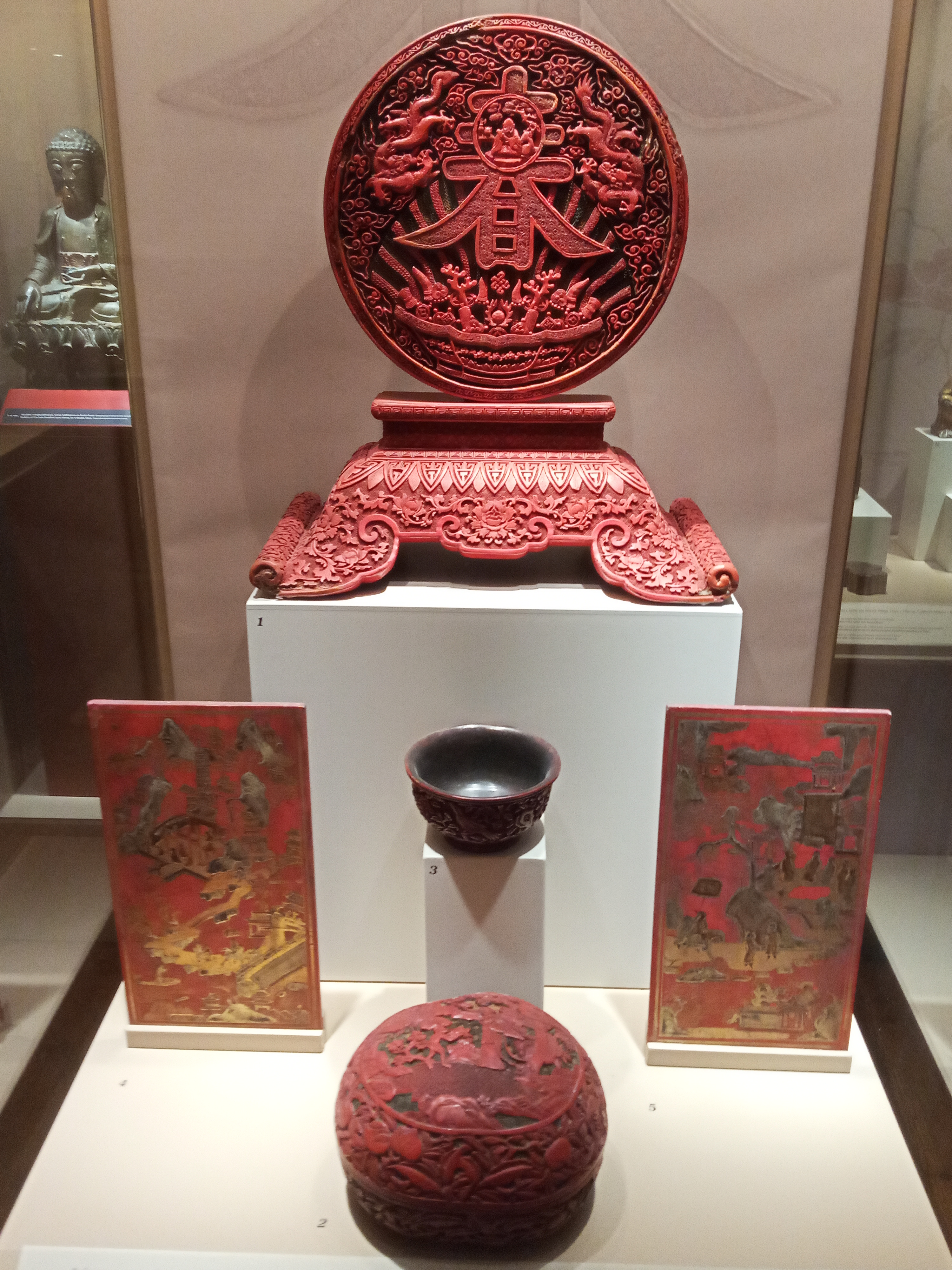
ظروف لاکی دودمان چینگ

ظروف لاکی (انگلیسی: Lacquerware) اشیایی هستند که به صورت تزئینی با لاک پوشانده شده‌اند.
ظروف لاکی شامل ظروف کوچک یا بزرگ، ظروف غذاخوری، انواع اجسام کوچک که توسط افراد حمل می‌شود و اشیای بزرگتر مانند مبلمان و حتی تابوت‌هایی که با لاک رنگ شده‌اند. قبل از لاک زدن، گاهی سطح را با نقاشی رنگ آمیزی می‌کنند، با پوسته و مواد دیگر منبت کاری می‌کنند یا حکاکی می‌شوند. لاک را می‌توان با طلا یا نقره پاشید و به آنها اقدامات تزئینی بیشتری داد. در شرق آسیا کشورها سنت‌های دیرینه ای در لاک زدن دارند که در چین، ژاپن و کره به چندین هزار سال قبل بازمی‌گردد.